# Henri Jules Bataille
Pour les articles homonymes, voir Bataille (homonymie).
Henri Jules Bataille, né le 6 septembre 1816 au Bourg-d’Oisans (Isère) et mort le 8 janvier 1882 à Paris, est un général français, grand-croix de la Légion d'honneur.
Il s'illustre particulièrement au cours de la conquête de l'Algérie puis de la guerre de 1870.

## Biographie

### Famille
Henri  est le fils de Jean Pierre Bataille, capitaine, et de Sophie Antoinette Garnier. Jean Pierre Bataille s’engage en 1791 dans le premier bataillon de l’Isère incorporé ensuite dans l’armée des Alpes. Jeune caporal, lors de la bataille de Rivoli, il fait 116 prisonniers avec trois camarades et reçoit un sabre d'honneur pour son fait d'armes. De 1800 à 1815, il participe à toutes les campagnes de l’Égypte à Waterloo. Il meurt en 1823.
Lors d’une tournée en Dauphiné du ministre de la Guerre, le marquis de Clermont-Tonnerre, la mère d'Henri Jules Bataille lui demande que son fils soit adopté comme élève du roi au Collège royal militaire de la Flèche, ce qui est accepté.

### Études
Entré à Saint-Cyr le 16 novembre 1834, il en sort, en octobre 1836, sous-lieutenant au  22e Régiment d'Infanterie de Ligne.

### Conquête de l'Algérie (1839-1851 et 1853-1857)
Le 30 janvier 1839, il s'embarque avec son régiment pour l’Algérie où il reste, une première fois, jusqu’au 10 septembre 1831. Lieutenant le 25 mai 1840, capitaine le 12 mars 1843, il passe, le 9 février 1847, comme adjudant-major au  2e Régiment de la Légion étrangère. En 1849, il est au siège de Zaatcha puis, nommé au commandement du 3e bataillon de tirailleurs indigènes de Constantine en janvier 1850 en remplacement du colonel Bourbaki, participe à la campagne de Kabylie, et notamment le 24 juin chez les Beni Habibi. Il reçoit le 12 décembre la croix de chevalier de la Légion d’honneur.
Il fait un second séjour de quatre ans, de 1853 jusqu’en septembre 1857, pendant lequel il gagne la croix d’officier, qui lui est remise le 12 juin 1856. Colonel du 45e Régiment d'Infanterie de Ligne le 7 février 1854, il reste en Algérie, en campagne et souvent en expédition.

### Campagne d'Italie (1859)
Le 12 août 1857, il est nommé général de brigade et envoyé, en avril 1859, au 3e corps de l’armée d’Italie. Il participe à la bataille de Magenta et est promu commandeur de la Légion d'honneur en juin 1859.
Le 16 août 1866, il est promu au grade de général de division.

### Guerre de 1870
En 1870, il se trouve aux grandes batailles d’août et a deux chevaux tués sous lui à Gravelotte. Blessé d’une balle au ventre lors de la bataille de Rezonville, il est transporté à Metz où il est fait prisonnier. De retour en France, après sa captivité en Allemagne, il est nommé en juillet 1871 commandant du 2e corps de l’armée de Versailles. Le 3 octobre 1871, il est élevé à la dignité de grand officier de la Légion d'honneur.
En 1873, il est nommé à la tête du 5e corps et gouverneur de la région militaire d'Orléans.

### Dernières années
Il est élevé à la dignité de grand-croix de la Légion d’honneur le 11 janvier 1876. Il semble prendre part au complot militaire présumé de 1877, qui prévoit la prise du pouvoir par les militaires pour réinstaurer la monarchie.
Après une enquête parlementaire sur le sujet, et les élections sénatoriales de 1879, le général Gresley, officier libéral placé au ministère de la Guerre par le Centre gauche, propose au président et maréchal Mac-Mahon un décret relevant de leur fonction les généraux commandants de corps d'armée Bataille, Bourbaki, Barail, Lartigue et Ducros, ainsi que le déplacement d'autres commandants de corps d'armée (Aumale, Deligny, Douay et Montaudon), ce que le maréchal refuse. Le décret est signé le 11 février par Jules Grévy.
Conseiller général du canton du Bourg-d'Oisans, pendant deux ans, il démissionne car il ne supporte pas la vie politique.
Admis à la retraite, sur sa demande, le 19 septembre 1881, il meurt à Paris le 10 janvier 1882.

## Décorations
- Médaille commémorative de la campagne d'Italie (1859)
- Grand-croix de la Légion d'honneur (11 janvier 1876)
- Commandeur de l'ordre des Saints-Maurice-et-Lazare